# Casa de William Starr Miller

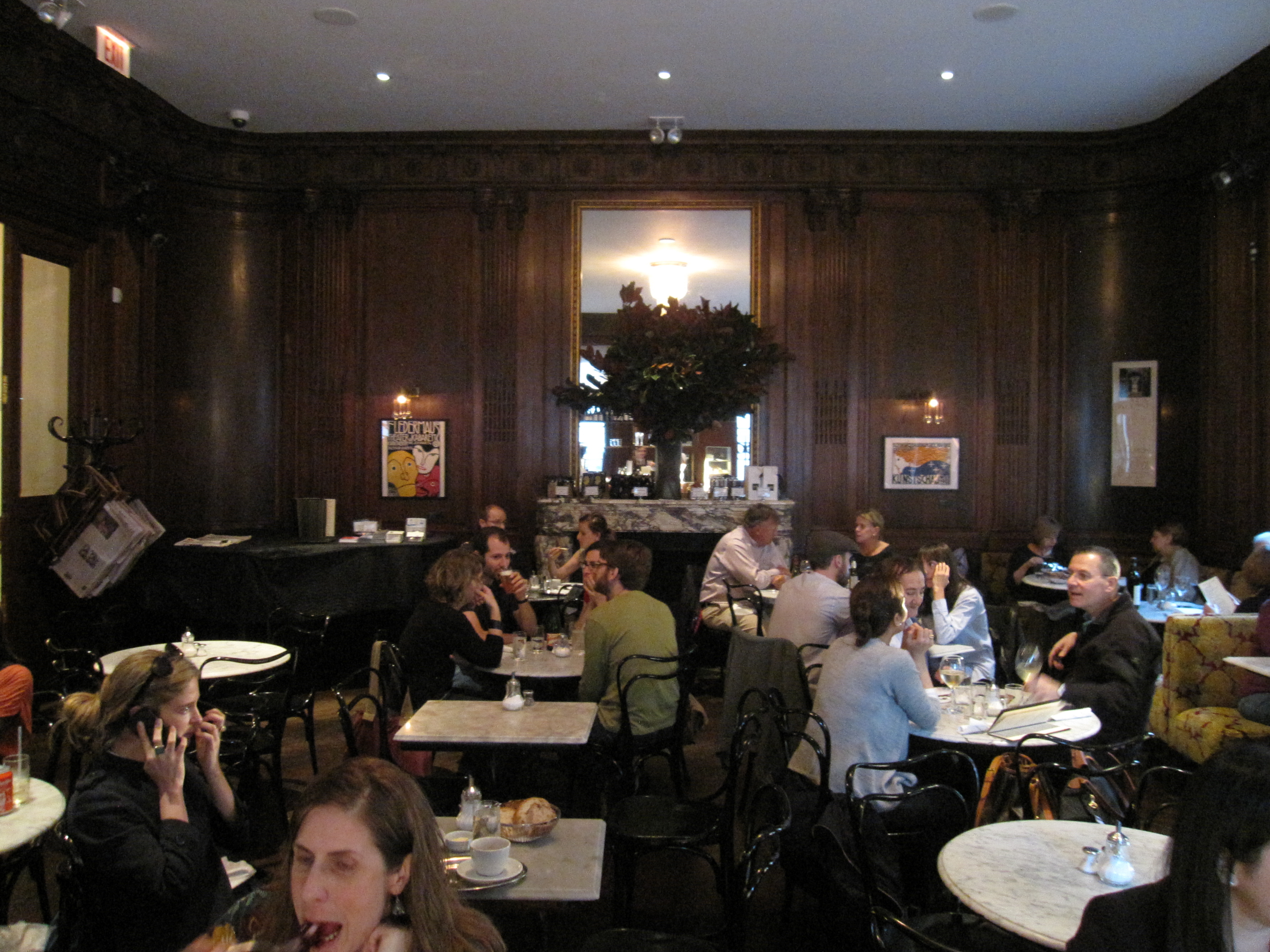
Cafe Sabarsky dentro de la Neue Galerie New York, el museo dentro de la Casa William Starr Miller

La Casa William Starr Miller es una mansión en 1048 Fifth Avenue, en el Upper East Side de Manhattan en la ciudad de Nueva York. Antes del desarrollo de la propiedad por parte de Miller, el sitio fue el hogar de David Mayer (fallecido en 1914), fundador de David Mayer Brewing Company y amigo de Oscar S. Straus.

## Historia
Fue construido originalmente para el industrial William Starr Miller, que contrató al renombrado estudio de arquitectura Beaux-Arts con sede en Nueva York, Carrere and Hastings, para diseñar una casa adosada de estilo Luis XIII de seis pisos para él y su familia, que se ubicará en Manhattan en 1048 Fifth Avenue, en la esquina sureste de East 86th Calle. El trabajo se completó en 1914.
La hija de Miller, Edith Starr Miller, se casó con el viudo Lord Queenborough en julio de 1921, en la sala de música. Miller murió en la casa en 1935 y su viuda siguió viviendo allí hasta su muerte en 1944.
Después de la muerte de la viuda de Miller, fue ocupada por Grace Vanderbilt, esposa de Cornelius Vanderbilt III, y luego por el Instituto YIVO para la Investigación Judía. Comprada en 1994 por el comerciante de arte y organizador de exposiciones del museo Serge Sabarsky y el multimillonario de cosméticos Ronald S. Lauder, fue completamente renovado por la arquitecta alemana Annabelle Selldorf y restaurada a su estado original. Contiene la Neue Galerie New York, que se inauguró el 16 de noviembre de 2001.

## Otras lecturas
- Kathrens, Michael C. (2005). Great Houses of New York, 1880-1930. New York: Acanthus Press. p. 253. ISBN 978-0-926494-34-3.
- Ossman, Laurie; Ewing, Heather (2011). Carrère and Hastings, The Masterworks. Rizzoli USA. ISBN 9780847835645

- Datos: Q8018749
- Multimedia: William Starr Miller House / Q8018749